# Formula per un delitto
(Tagline del film.)
Formula per un delitto (Murder by Numbers) è un thriller psicologico del 2002 diretto da Barbet Schroeder, con Sandra Bullock e Ryan Gosling. È il terzo film, dopo Nodo alla gola e Frenesia del delitto, ispirato al reale fatto di cronaca di Leopold e Loeb che nel 1924 sconvolse l'opinione pubblica ed ebbe influenza su numerosi film e lavori teatrali. Formula per un delitto fu presentato fuori concorso al 55º Festival di Cannes.

## Trama
Richard e Justin, due ricchi e annoiati studenti, decidono di realizzare il delitto perfetto uccidendo senza alcun motivo una giovane donna scelta a caso e facendo ricadere la colpa su un innocente. Attratti dall'idea di mettere alla prova le loro teorie, studiano a fondo le tecniche investigative e pianificano ogni dettaglio del crimine cercando di non lasciare tracce. Viene incaricata delle indagini la detective della omicidi Cassie Mayweather, che, nonostante l'assenza di prove, intuisce che dietro la parvenza di un semplice omicidio passionale si nasconde qualcosa di diverso. La donna sospetta subito dei due, in particolare di Richard, bello quanto cinico, che le ricorda il suo ex marito da cui era stata accoltellata. Instaurando con intelligenza e tenacia un duello psicologico con i due ragazzi, Cassie riuscirà a inchiodarli, chiarendo le esatte responsabilità di ciascuno nel delitto.

## Accoglienza
Il film è uscito il 19 aprile 2002 negli Stati Uniti e in Canada ha incassato 9,3 milioni di dollari in 2663 cinema nel suo weekend di apertura. Il film ha incassato un totale di 56.714.147 dollari in tutto il mondo, 31.945.749 dollari negli Stati Uniti e in Canada e 24.768.398 dollari nel resto del mondo.

## Premi
- 2002 - Chicago Film Critics Association Awards
  - Nomination Attore più promettente a Ryan Gosling
- 2003 - Young Artist Awards
  - Nomination Miglior attrice giovane a Agnes Bruckner